# Morcote
Morcote (lmo. Murcò) – miejscowość i gmina w południowej Szwajcarii, w kantonie Ticino, w okręgu (distretto) Lugano, w powiecie (circolo) Paradiso. Leży nad jeziorem Lago di Lugano.

## Demografia
W Morcote mieszka 716 osób. W 2021 roku 40,5% populacji gminy stanowiły osoby urodzone poza Szwajcarią. 

## Współpraca
Miejscowości partnerskie:
- Le Landeron, Neuchâtel
- Meiringen, Berno